# Comuna de Jeziora Wielkie
Jeziora Wielkie (polaco: Gmina Jeziora Wielkie) é uma gminy (comuna) na Polónia, na voivodia de Cujávia-Pomerânia e no condado de Mogileński. A sede do condado é a cidade de Jeziora Wielkie.
De acordo com os censos de 2004, a comuna tem 5033 habitantes, com uma densidade 40,6 hab/km².

## Área
Estende-se por uma área de 123,96 km², incluindo:
- área agricola: 64%
- área florestal: 21%

## Demografia
Dados de 30 de Junho 2004:
|                      | Total   | Total | Mulheres | Mulheres | Homens  | Homens |
| -------------------- | ------- | ----- | -------- | -------- | ------- | ------ |
|                      | pessoas | %     | pessoas  | %        | pessoas | %      |
| População            | 5033    | 100   | 2583     | 51,3     | 2450    | 48,7   |
| Densidade (pop./km²) | 40,6    | 100   | 20,8     | 20,8     | 19,8    | 19,8   |

De acordo com dados de 2002, o rendimento médio per capita ascendia a 1429,94 zł.

## Comunas vizinhas
- Kruszwica, Skulsk, Strzelno, Wilczyn